# Théodore Braun
Pour les articles homonymes, voir Braun.
Ne doit pas être confondu avec Théo Braun.
Théodore Élisée Braun, né le 17 janvier 1805 à Béligny (Rhône) et mort le 12 avril 1887 à Mulhouse (Haut-Rhin), est un magistrat français. Il est président du Consistoire supérieur et du Directoire de l'Église de la Confession d'Augsbourg de 1850 à 1871.
Il traduisit également plusieurs poèmes et drames de Schiller, tels que Marie Stuart, Wallenstein ou La Fiancée de Messine.
L’Académie française lui décerne le prix Langlois en 1872 pour sa traduction en vers français du Théâtre de Schiller.

## Biographie
Théodore Élisée, dit Théo, est issu d'une vieille famille réformée de Mulhouse, alliée aux dynasties bourgeoises de la cité. Il est le fils de Mathias Braun, fabricant d'indiennes à Villefranche-en-Beaujolais et de Thérèse Françoise Chandonné, originaire de Villefranche-sur-Saone et catholique. Après des études secondaires à Montbéliard, Nancy et Strasbourg, il entreprend des études de lettres et de droit à l'université de Strasbourg. Un temps avocat à Colmar, il entre dans la magistrature en 1829 comme juge-auditeur à Altkirch (Haut-Rhin) et fait rapidement carrière. Il est substitut à Colmar en 1830, procureur du roi à Saverne (Bas-Rhin) en 1831, substitut général près la cour d'appel en 1834, puis procureur du roi à Colmar en 1836, enfin conseiller à la cour d'appel de Colmar en 1847.

## Activités au sein de l'Église de la Confession d'Augsbourg (1850-1871
Élu député au Consistoire général de l'Église de la Confession d'Augsbourg en 1847, il prend une part importante à la préparation du décret du 25 mars 1852, réorganisant cette Église. Ainsi distingué, après la démission du président Jean-Frédéric de Turckheim, il est nommé président du Directoire et du Consistoire supérieur en 1850. Luthérien d'origine réformée et de tendance libérale, loyaliste à l'égard de Napoléon III, il administre cette Église avec dévouement, mesure et prudence, s'attachant à la création de nouveaux postes pastoraux en Alsace, à Paris et en Algérie et à la construction d'églises. Il siège, es qualité, de 1850 à 1871, au conseil supérieur de l'Instruction publique. 
Il démissionne de ses fonctions à la tête de l'Église luthérienne et quitte l'Alsace pour le Midi en 1871, lorsqu'il opte pour la France, après l'annexion de l'Alsace et d'une partie de la Lorraine à l'Empire allemand. Revenu plus tard en Alsace, il se partage entre Mulhouse et sa maison de campagne à Scharrachbergheim (Bas-Rhin). Mort à Mulhouse le 12 avril 1887, il est inhumé au cimetière protestant de cette ville.
Très cultivé et d'une grande sensibilité, Théodore Élisée Braun s'est par ailleurs consacré à la littérature, publiant plusieurs recueils de poèmes en langue française et traduisant de l'allemand plusieurs drames de Schiller dont il était un grand admirateur.
Il avait épousé à Mulhouse, le 26 janvier 1830, Catherine Cécile Hofer (1806-1875), issue d'une grande lignée bourgeoise de cette cité. Ils ont eu quatre enfants, dont Charles Nicolas Théodore (1833-1906), conseiller d'État et vice-président du tribunal des conflits (1894-1896), commandeur de la Légion d'honneur et Albert (1835-1905), officier.

## Publications
Théodore Braun a publié les recueils de poèmes suivants : Joies et tristesses (1832), Mes trois noblesses (1866) et À la ville et aux champs (1827-1875), ainsi que les traductions de drames de Schiller, Don Carlos (1847), Guillaume Tell (1858), Wallenstein (1864), Marie Stuart et La fiancée de Messine (1867). il est également l'auteur d'une étude juridique : Les biens protestants de la Confession d'Augsbourg et les attaques dont ils font l'objet, Paris, Ch. Meyueis et Cie, 1854.

## Distinctions
- Lauréat de l'Académie française (prix Langlois, 1872[10]),
- Officier de la Légion d'honneur (1863)[11]
- Officier de l'Instruction publique.

## Hommages
Une avenue de Villefranche-sur-Saône porte son nom.
Deux de ses portraits à l'huile sont exposés au Directoire de l'Église de la Confession d'Augsbourg à Strasbourg, quai Saint-Thomas.